# Olie til Danmark
|  | Denne artikel er oprettet af botten PalnaBot ud fra en ekstern database. Den kan derfor have sproglige fejl eller mangler. Denne skabelon kan fjernes efter kontrol af indholdet. |

Olie til Danmark er en propagandafilm fra 1959 instrueret af Svend Aage Lorentz efter manuskript af Svend Aage Lorentz.